# Valmet Tuuli

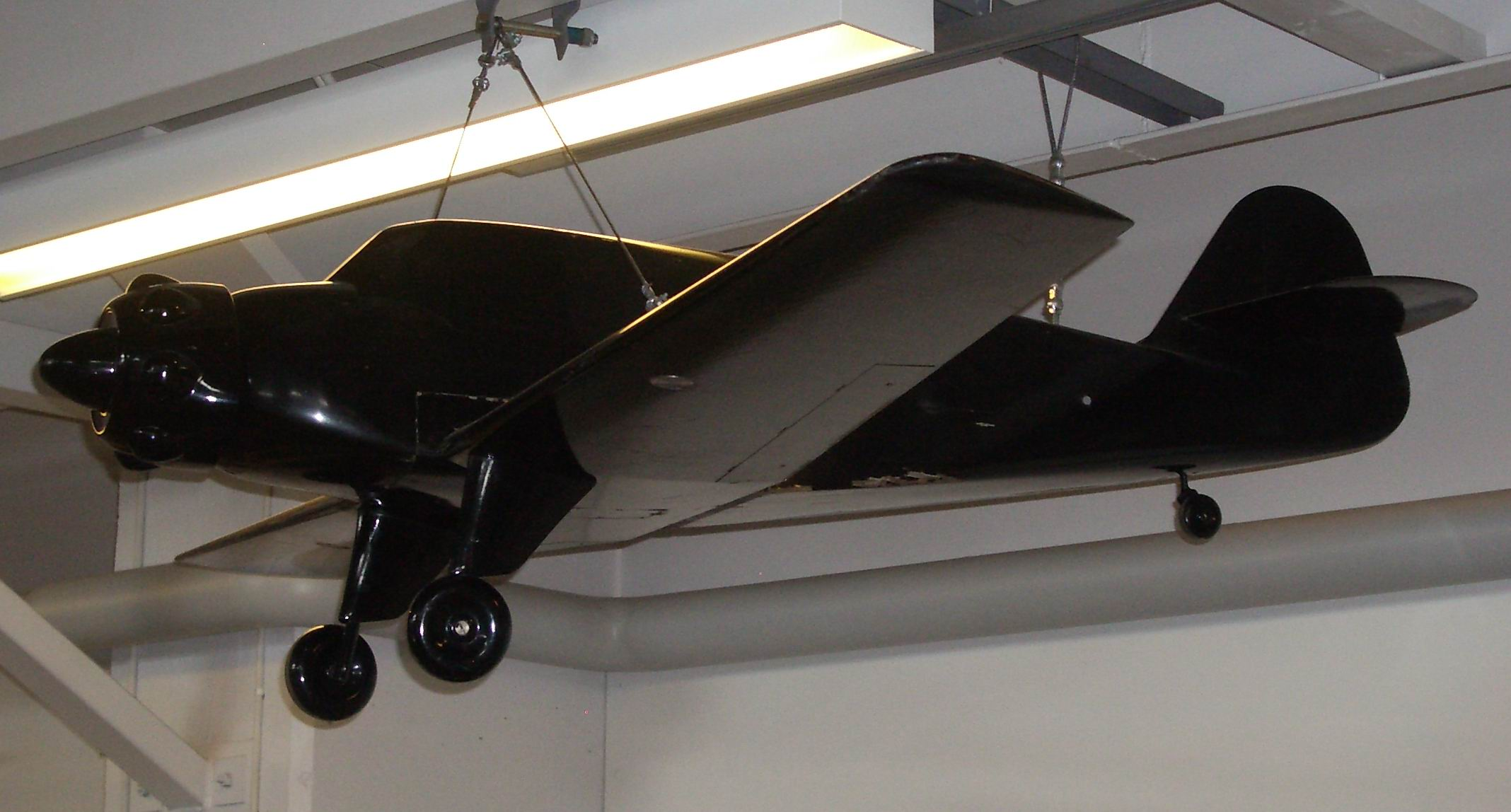
Windkanalmodell der Valmet Tuuli

Die Valmet Tuuli (Wind) war ein Schulflugzeug der finnischen Luftstreitkräfte. Sie wurde vom staatlichen finnischen Flugzeugbauunternehmen Valtion lentokonetehdas (VL) entwickelt. Die letzte Version, Tuuli III war völlig neu entwickelt und unterscheidet sich daher sehr von den Vorgängerversionen.

## Entwicklung
Die Konstruktionsarbeiten unter der Leitung von Martii Vainio begannen im Februar 1941. Das Flugzeug war ein zweisitziges Schulflugzeug in Tiefdecker-Auslegung. Die Luftstreitkräfte gaben im August 1942 den Auftrag, einen Prototyp, die Tuuli I, zu bauen. Die Konstruktion und der Bau dauerten bis zum Frühjahr des Jahres 1944 an. Zu diesem Zeitpunkt lag die Priorität bei Valtion Lentokonetehdas jedoch in der Reparatur von Flugzeugen aus dem Fronteinsatz. Die Tuuli I wurde daher nie fertiggestellt.
1944 wurde VL Teil des Unternehmens Valtion metallitehtaita (Valmet). der Prototyp der Tuuli wurde dadurch zum ersten Flugzeug von Valmet. Das Unternehmen wollte die Rüstungsproduktion, die zu diesem Zeitpunkt Reparationsleistungen an die Sowjetunion erbringen musste, in einen produktiven und profitablen Unternehmenszweig umwandeln. So wurden beispielsweise die Fabriken für die Artillerie in Papierfabriken umgewandelt. Die Leiter der Flugzeugherstellung wurden zu Professoren an der Technischen Universität von Helsinki und Direktoren des Technischen Forschungszentrums VTT (Valtion Teknillinen Tutkimuskeskus). Der Flugzeugbau in Finnland kam langsam zum Erliegen und die Qualität der noch gebauten Flugzeuge wurde schlechter.
Die Konstruktion des Prototyps Tuuli II begann im September 1945 und wurde von Torolf Eklund geleitet. Im Herbst des Jahres 1948 war der Prototyp fertig. Danach kam die Entwicklung jedoch für einige Jahre zum Erliegen. Die Luftstreitkräfte finanzierten den Prototyp und gaben für den Fall, dass dieser ihren Erwartungen entspräche, einen Serienauftrag in Aussicht. Die Anforderungen hatten sich geändert und man verlangte nach einem Flugzeug mit nebeneinanderliegenden Sitzplätzen. Der Erstflug der Tuuli II fand am 26. September 1951 statt. Aufgrund der geringen Flächenbelastung waren die Kurvenflugeigenschaften schlecht – dies stellte aus Sicht des Militärs ein ernstes Problem dar. Das Flugzeug wurde am 26. Oktober 1951 bei einem Flugunfall zerstört, nachdem der Steuerknüppel wegen einer fehlenden Vernietung abbrach.
Ein dritter Prototyp, die Tuuli III wurde 1957 bis 1959 aufgrund einer erneuten Ausschreibung der Luftstreitkräfte für ein Schulflugzeug konstruiert. Dort entschied man sich jedoch gegen die Tuuli III und für die schwedische Saab 91 Safir, die deutlich günstiger war. Die Tuuli III war bis zur Entwicklung der Valmet L-70 Vinka in den 1970er Jahren vorerst das letzte in Finnland entwickelte militärische Flugzeug.

## Technische Daten
| Kenngröße             | Daten Valmet Tuuli II                                  |
| --------------------- | ------------------------------------------------------ |
| Besatzung             | 2                                                      |
| Länge                 | 7,86 m                                                 |
| Spannweite            | 10,5 m                                                 |
| Höhe                  | 2,2 m                                                  |
| max. Startmasse       | 1050 kg                                                |
| Höchstgeschwindigkeit | 190 km/h                                               |
| Triebwerk             | ein Siemens-Halske Sh 14A mit 112 kW (152 PS) Leistung |